# Cerchiara di Calabria
Cerchiara di Calabria – miejscowość i gmina we Włoszech, w regionie Kalabria, w prowincji Cosenza.
Według danych na rok 2004 gminę zamieszkiwało 3025 osób, 37,3 os./km².

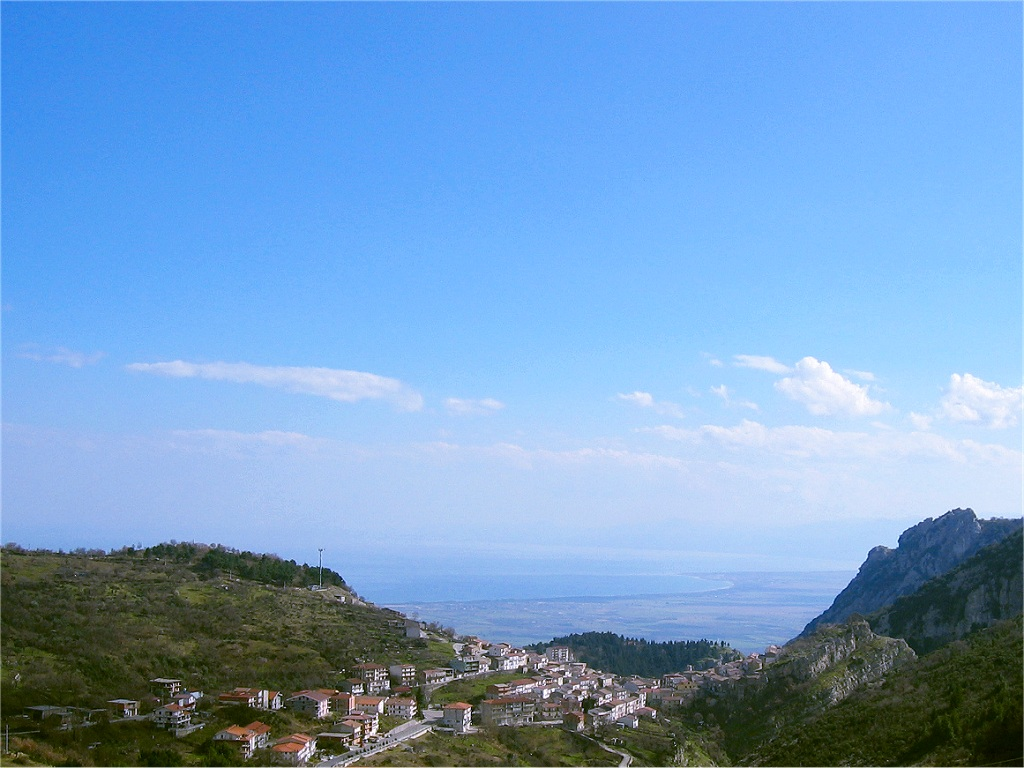
Widok na miejscowość